# Regional Greenhouse Gas Initiative
Regional Greenhouse Gas Initiative (RGGI) är en amerikansk klimatkoalition på delstatsnivå bestående av tolv delstater i östra USA som har tagit på sig att reducera utsläpp av växthusgaser inom energiproduktion av fossila bränslen via kraftverk. Detta görs dels via ett utsläppstak på hur mycket växthusgas varje medlemsdelstat har rätt att släppa ut via dessa. Dels ett auktionsprogram rörande utsläppsrätter mellan medlemsdelstaterna och kraftverken. Den federala myndigheten Congressional Research Service (CRS) rapporterade om att delstaterna hade tjänat 3,2 miljarder amerikanska dollar på auktionerna fram till och med år 2019. Samma år offentliggjorde miljöorganisationen Acadia Center att växthusgaserna hade reducerats med 47% från när RGGI startade auktionsprogrammet år 2009.
RGGI representerade år 2016 en sjättedel av USA:s befolkning och stod för omkring en femtedel av USA:s totala bruttonationalprodukt (BNP).
De har sitt huvudkontor i 90 Church Street på Manhattan i New York i New York.

## Historik
I april 2003 skickade New Yorks guvernör George Pataki (R) brev till guvernörer i elva delstater i östra USA om ett förslag till ett framtida regionalt auktionsprogram av utsläppsrätter för växthusgaser. Den 20 december 2005 signerade guvernörerna John Baldacci (D; Maine), Richard Codey (D; New Jersey), Jim Douglas (R; Vermont), John Lynch (D; New Hampshire), Ruth Ann Minner (D; Delaware), George Pataki (R; New York) och Jodi Rell (R; Connecticut) en avsiktsförklaring om att grunda RGGI. Det var tänkt att även Massachusetts och Rhode Island skulle vara med vid grundandet av klimatinitiativet men drog sig ut i slutskedet. Massachusetts guvernör Mitt Romney (R) kritiserade RGGI för att det inte fanns något uttänkt utträdesprocess som aktiverades om energipriserna skulle passera en förutbestämd gräns. Romneys efterträdare Deval Patrick (D) meddelade dock den 18 januari 2007 att delstaten skulle ansluta sig till klimatinitiativet medan Rhode Islands guvernör Donald Carcieri (R) meddelade detsamma den 30 januari. Den 20 april blev även Maryland medlem i RGGI efter att deras guvernör Martin O'Malley (D) signerade ett avtal om inträde.
Klimatinitiativet höll den första utsläppsauktionen den 25 september 2008 medan utsläppstaket började gälla från och med den 1 januari året därpå. I maj 2011 beslutade New Jerseys guvernör Chris Christie (R) att delstaten skulle lämna RGGI och det skulle vara slutfört den 31 december samma år. År 2017 vann dock Phil Murphy (D) guvernörsvalet i delstaten och meddelade den 29 januari 2018 att New Jersey skulle återansluta till klimatkoalitionen. Den 3 oktober 2019 tillkännagav Tom Wolf (D) att Pennsylvania hade som avsikt att gå med i RGGI, det blev dock politiska stridigheter och Pennsylvanias senat försökte få det hävt. Den 8 juli 2020 offentliggjorde Virginias guvernör Ralph Northam (D) att delstaten skulle bli ny medlem i RGGI från och med den 1 januari 2021. I november röstades dock Glenn Youngkin (R) till ny guvernör för Virginia och den 15 januari 2022 blev det klart att delstaten skulle lämna klimatinitiativet på grund av att levnadskostnaderna skulle bli allt för höga för befolkningen i delstaten enligt Youngkin. Den 23 april gick Pennsylvania officiellt med i klimatkoalitionen. Den 12 september meddelade Youngkin att han och delstaten Virginia kommer inte förnya avtalet med RGGI när det går ut i december 2023.

## Delstater

### Medlemmar
Tolv delstater är medlemmar i RGGI.
Uppdaterad: 14 september 2022.
|                    | Delstat       | Guvernör       | Guvernör | Guvernör | Anslöt           | Datum för avsiktsförklaring om utträde | Ansvarig guvernör | Ansvarig guvernör | Ansvarig guvernör | Datum för utträde |
| ------------------ | ------------- | -------------- | -------- | -------- | ---------------- | -------------------------------------- | ----------------- | ----------------- | ----------------- | ----------------- |
| Connecticut        | Connecticut   | Ned Lamont     |          | (D)      | 20 december 2005 |                                        |                   |                   |                   |                   |
| Delaware           | Delaware      | John Carney    |          | (D)      | 20 december 2005 |                                        |                   |                   |                   |                   |
| Maine              | Maine         | Janet Mills    |          | (D)      | 20 december 2005 |                                        |                   |                   |                   |                   |
| New Hampshire      | New Hampshire | Chris Sununu   |          | (R)      | 20 december 2005 |                                        |                   |                   |                   |                   |
| New York (delstat) | New York      | Kathy Hochul   |          | (D)      | 20 december 2005 |                                        |                   |                   |                   |                   |
| Vermont            | Vermont       | Phil Scott     |          | (R)      | 20 december 2005 |                                        |                   |                   |                   |                   |
| Massachusetts      | Massachusetts | Charlie Baker  |          | (R)      | 18 januari 2007  |                                        |                   |                   |                   |                   |
| Rhode Island       | Rhode Island  | Dan McKee      |          | (D)      | 30 januari 2007  |                                        |                   |                   |                   |                   |
| Maryland           | Maryland      | Larry Hogan    |          | (R)      | 20 april 2007    |                                        |                   |                   |                   |                   |
| New Jersey         | New Jersey    | Phil Murphy    |          | (D)      | 29 januari 2018  |                                        |                   |                   |                   |                   |
| Virginia           | Virginia      | Glenn Youngkin |          | (R)      | 1 januari 2021   | 15 januari 2022                        | Glenn Youngkin    |                   | (R)               | December 2023     |
| Pennsylvania       | Pennsylvania  | Tom Wolf       |          | (D)      | 23 april 2022    |                                        |                   |                   |                   |                   |

### Delstater som är möjliga framtida medlemmar
En delstat har visat intresse i att möjligtvis ansluta sig till RGGI.
Uppdaterad: 20 februari 2022.
|                | Delstat        | Guvernör   | Guvernör | Guvernör |        |
| -------------- | -------------- | ---------- | -------- | -------- | ------ |
| North Carolina | North Carolina | Roy Cooper |          | (R)      | [ 22 ] |

## Utsläppstak
Hur mycket varje delstat får släppa ut via kraftverk, som använder fossila bränslen, per år.
| Tidsperiod/År | Delstater                                        | Utsläppstak (short ton CO2) | Justerad utsläppstak (short ton CO2) |
| ------------- | ------------------------------------------------ | --------------------------- | ------------------------------------ |
| 2009–2011     | CT, DE, MA, ME, MD, NH, NJ, NY, RI & VT.         | 188 miljoner                |                                      |
| 2012–2013     | CT, DE, MA, ME, MD, NH, NY, RI & VT.             | 165 miljoner                |                                      |
| 2014          | CT, DE, MA, ME, MD, NH, NY, RI & VT.             | 91 000 000                  | 82 792 336                           |
| 2015          | CT, DE, MA, ME, MD, NH, NY, RI & VT.             | 88 725 000                  | 66 833 592                           |
| 2016          | CT, DE, MA, ME, MD, NH, NY, RI & VT.             | 86 506 875                  | 64 615 467                           |
| 2017          | CT, DE, MA, ME, MD, NH, NY, RI & VT.             | 84 344 203                  | 62 452 795                           |
| 2018          | CT, DE, MA, ME, MD, NH, NY, RI & VT.             | 82 235 598                  | 60 344 190                           |
| 2019          | CT, DE, MA, ME, MD, NH, NY, RI & VT.             | 80 179 708                  | 58 288 301                           |
| 2020          | CT, DE, MA, ME, MD, NH, NJ, NY, RI & VT.         | 96 175 215                  | 74 283 807                           |
| 2021          | CT, DE, MA, ME, MD, NH, NJ, NY, RI, VA & VT.     | 119 767 784                 | 100 677 454                          |
| 2022          | CT, DE, MA, ME, MD, NH, NJ, NY, PA, RI, VA & VT. | 156 828 784                 | 137 738 454                          |